# Way Out West (album)
| Recensione | Giudizio |
| ---------- | -------- |
| AllMusic   |          |

Way Out West è un album del musicista jazz statunitense Sonny Rollins, pubblicato dalla Contemporary Records nel 1957.

## Il disco
La musica impiega una tecnica chiamata "strolling", qui utilizzata da Rollins per la prima volta, nella quale egli suona gli assolo al sax accompagnato solo da basso e batteria, senza l'ausilio di nessun pianista a suonare accordi.
Al fine di poter incastrare le sessioni di registrazione per l'album nell'affollata agenda di impegni dei musicisti, la seduta in studio fu fissata per le 3 di notte, e secondo quanto riferito dal produttore Lester Koenig nelle note interne del disco: «Alle sette, dopo quattro ore di intensa concentrazione, durante le quali era stato inciso metà album, e tutti avrebbero dovuto essere esausti, Sonny disse: "ok, adesso sono caldo"».
La fotografia che appare in copertina, scattata dal fotografo William Claxton, mostra Rollins vestito da cowboy con il sassofono in mano al posto della pistola. Sempre secondo Koenig, fu un'idea del sassofonista stesso, per celebrare il suo primo viaggio nel West.

## Tracce
LP (1957, Contemporary Reords, C3530)
Lato A
1. I'm an Old Cowhand – 5:35 (Johnny Mercer)
2. Solitude – 7:47 (testo: Eddie DeLange, Irving Mills – musica: Duke Ellington)
3. Come, Gone – 7:47 (musica: Sonny Rollins)

Lato B
1. Wagon Wheels – 10:08 (testo: Billy Hill – musica: Peter DeRose)
2. There Is No Greater Love – 5:13 (testo: Marty Symes – musica: Isham Jones)
3. Way Out West – 6:28 (musica: Sonny Rollins)

CD (1986, CD pubblicato dalla Contemporary Records (CDCOP 006))
Way Out West Plus
1. I'm an Old Cowhand – 5:41 (Johnny Mercer)
2. I'm an Old Cowhand (Alternate Take) – 10:07 (Johnny Mercer) – Traccia bonus
3. Solitude – 7:50 (testo: Eddie DeLange, Irving Mills – musica: Duke Ellington)
4. Come, Gone – 7:50 (musica: Sonny Rollins)
5. Come, Gone (Alternate Take) – 10:29 (musica: Sonny Rollins) – Traccia bonus
6. Wagon Wheels – 10:09 (testo: Billy Hill – musica: Peter DeRose)
7. There Is No Greater Love – 5:15 (testo: Marty Symes – musica: Isham Jones)
8. Way Out West – 6:29 (musica: Sonny Rollins)
9. Way Out West (Alternate Take) – 6:41 (musica: Sonny Rollins) – Traccia bonus

## Formazione
- Sonny Rollins – sassofono tenore
- Ray Brown – contrabbasso
- Shelly Manne – batteria

### Produzione
- Lester Koenig – produzione, foto (di Sonny Rollins) retrocopertina album originale, note retrocopertina album originale
- Registrazioni effettuate al Contemporary's Studio di Los Angeles, California il 7 marzo 1957
- Roy DuNann – ingegnere delle registrazioni
- William Claxton – foto copertina frontale album originale [3]